# Muñecos infernales
Muñecos infernales (The Devil-Doll) es una película de Estados Unidos dirigida por Tod Browning e interpretada por Lionel Barrymore y Maureen O’Sullivan. Se estrenó en el año 1936.

## Argumento
Un hombre de negocios que siempre ha procurado conducirse con honradez dentro y fuera del ámbito profesional es víctima de un complot urdido por sus socios y por dos banqueros. A consecuencia de estos manejos, el empresario acaba en la cárcel, desde donde trama su venganza en colaboración con una serie de hombres y mujeres aquejados de enanismo que en adelante adoptarán las funciones de un ejército personal.

## Comentario
Insólita y curiosa película, más situada en los límites del cine fantástico que del terror por más que su director sea Tod Browning, autor de la mítica La parada de los monstruos (Freaks). Aun así, la inclinación del director por los personajes atípicos y su tendencia a crear espacios oníricos se adueñan de todo el largometraje, convirtiendo la película en una mezcla difícil de definir. Por una parte, la trama del empresario víctima de la codicia de sus socios y de la injusticia cometida por el sistema legal nos remite a un modelo argumental muy común en los años treinta, la época de la Gran Depresión; por otra parte, la irrupción de un grupo de personajes casi deformes dotados de la ambigüedad necesaria para situarse entre la niñez y la edad adulta, entre la realidad y la ficción, consigue que la historia derive por derroteros mucho más tortuosos e inquietantes, lo que a la larga repercute en una serie de encantamiento ante el que resulta complicado permanecer impasible. Una vez más, la línea que separa el bien del mal se muestra difusa, y en su lugar se abre un espacio lleno de matices, en el que la verdadera justicia se halla emparejada con la malicia y con el triunfo, por encima de todas las cosas, con la idea de la venganza.

## Reparto
- Lionel Barrymore- Paul Lavond
- Maureen O'Sullivan - Lorraine Lavond
- Frank Lawton - Toto
- Rafaela Ottiano - Malita
- Robert Greig - Emil Coulvet
- Lucy Beaumont - Madame Lavond
- Henry B. Walthall - Marcel
- Grace Ford - Lachna
- Pedro de Córdoba (actor) - Charles Matin
- Arthur Hohl - Victor Radin
- Juanita Quigley - Marguerite Coulvet
- Claire Du Brey - Madame Coulvet (como Claire du Brey)
- Rollo Lloyd - Detective Maurice

- Datos: Q1141261
- Multimedia: The Devil-Doll / Q1141261